# سرنگتی

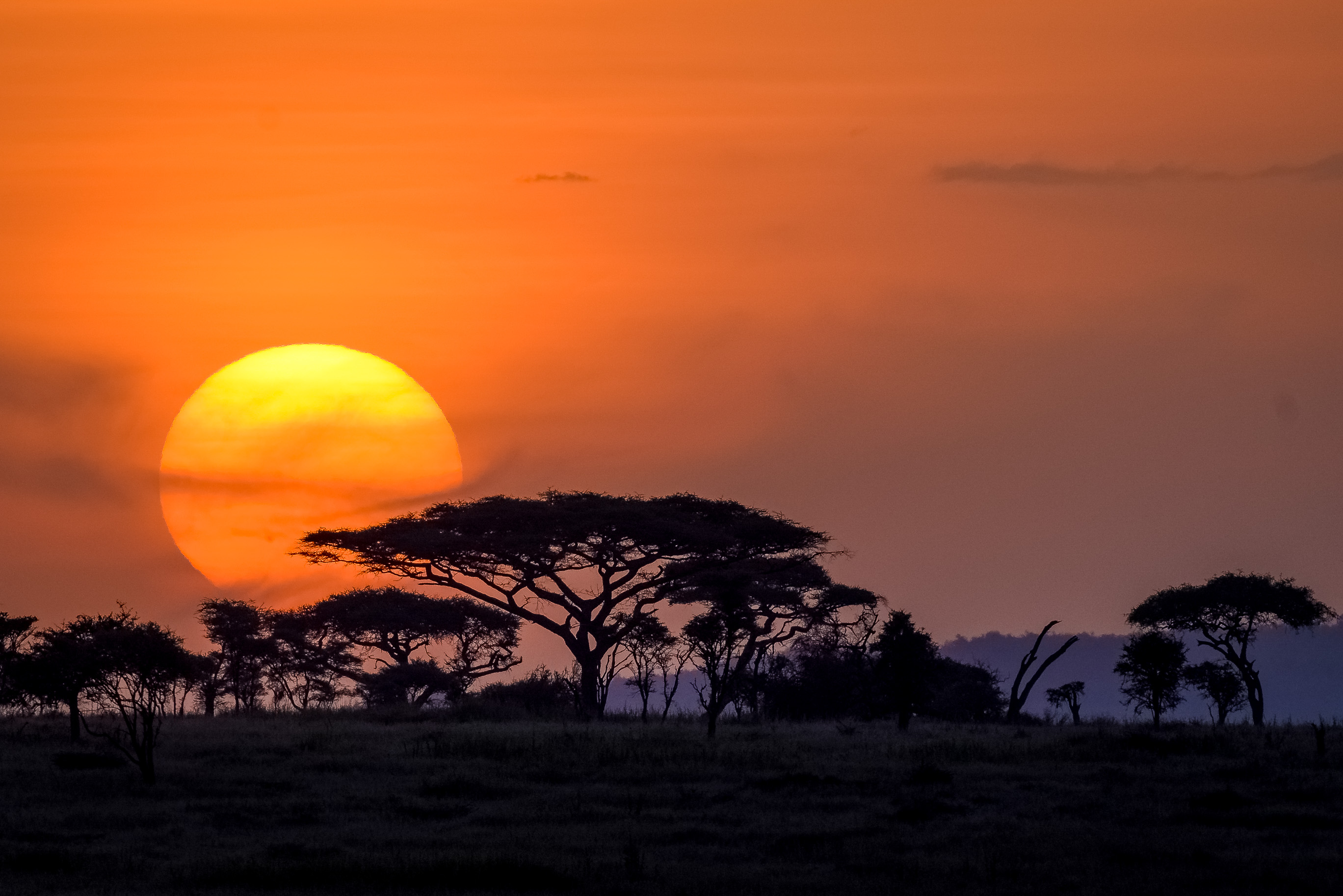
Sunset near Seronera Camp

نقشه تانزانیا و پارک ملی

سرنگتی (به انگلیسی: Serengeti) دشتی پهناور در شرق آفریقاست که در شمال تانزانیا قرار گرفته و تا جنوب غرب کنیا کشیده شده‌است و دارای وسعت حدود ۳۰۰۰۰ کیلومتر مربع است. و دارای زیستگاه‌های متنوع و گونه‌های گوناگون پستانداران می‌باشد.

## نگارخانه

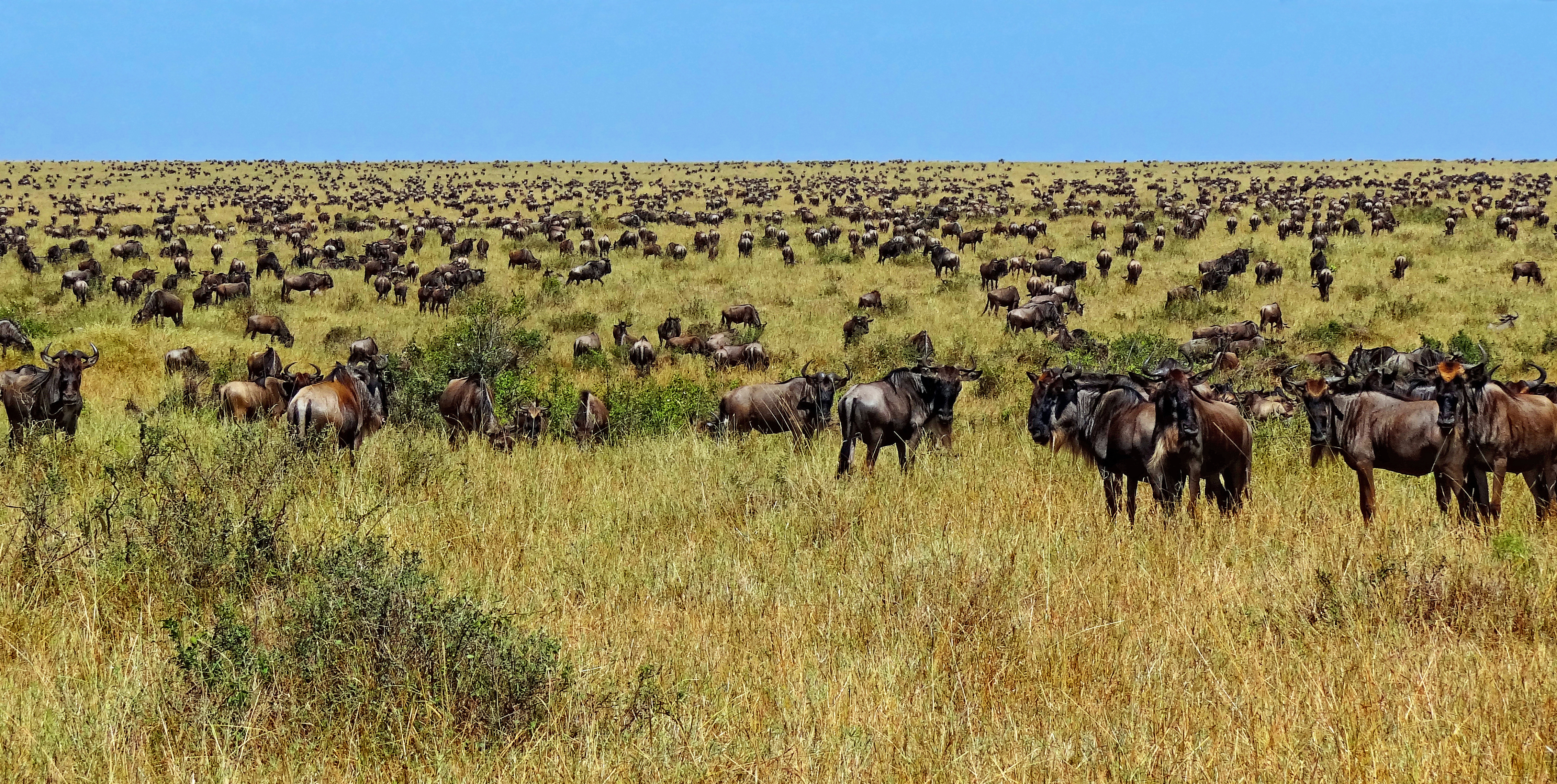
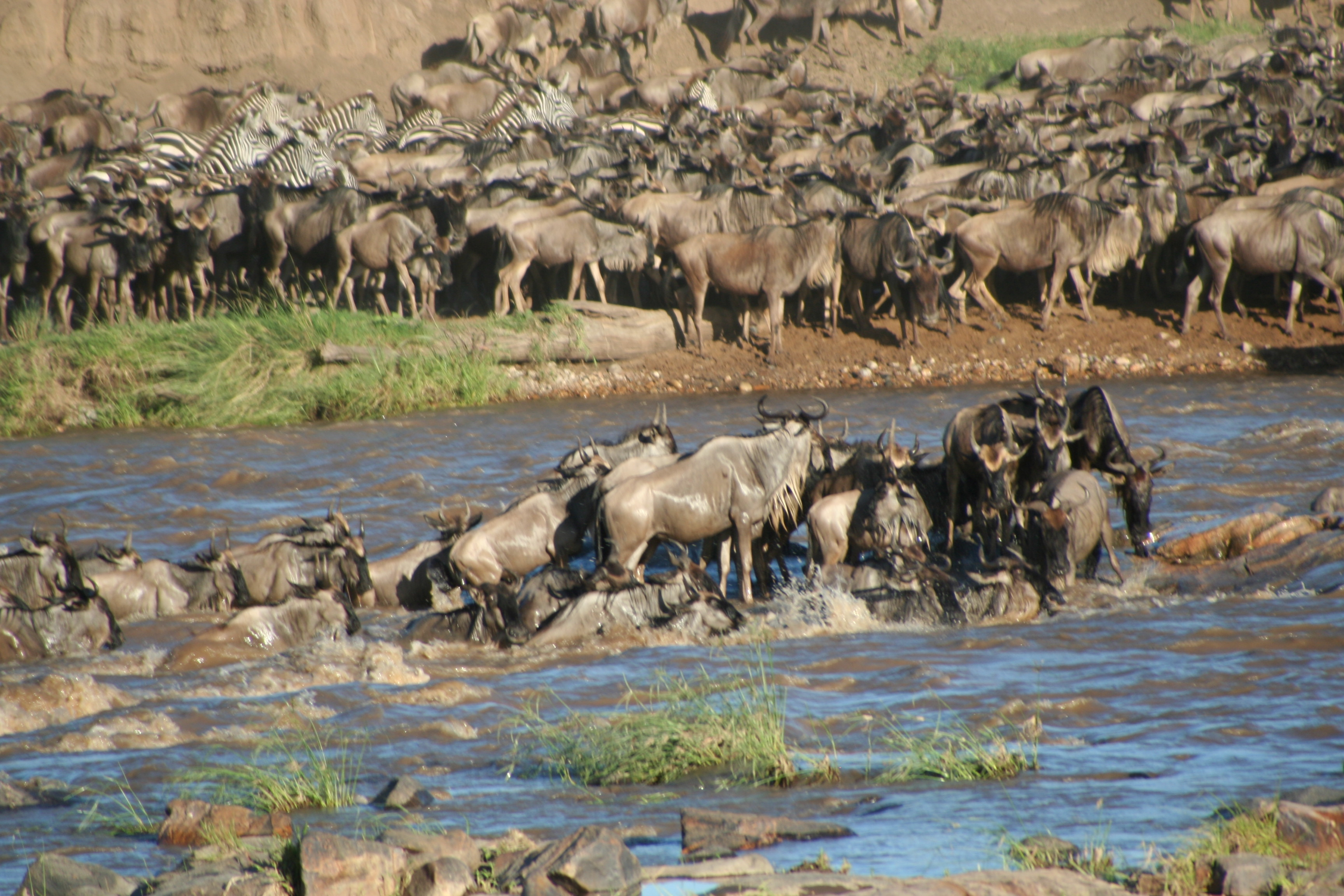
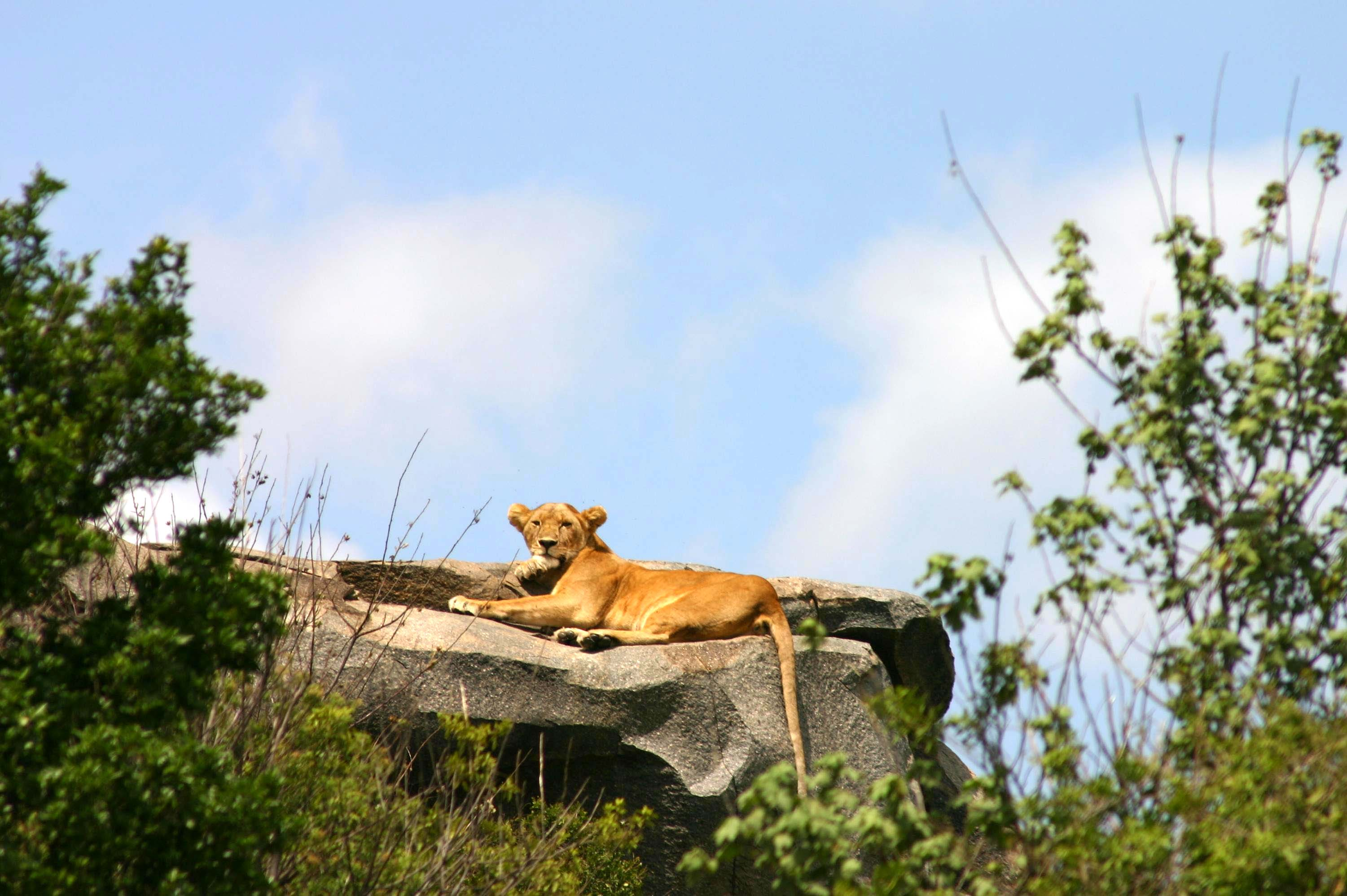
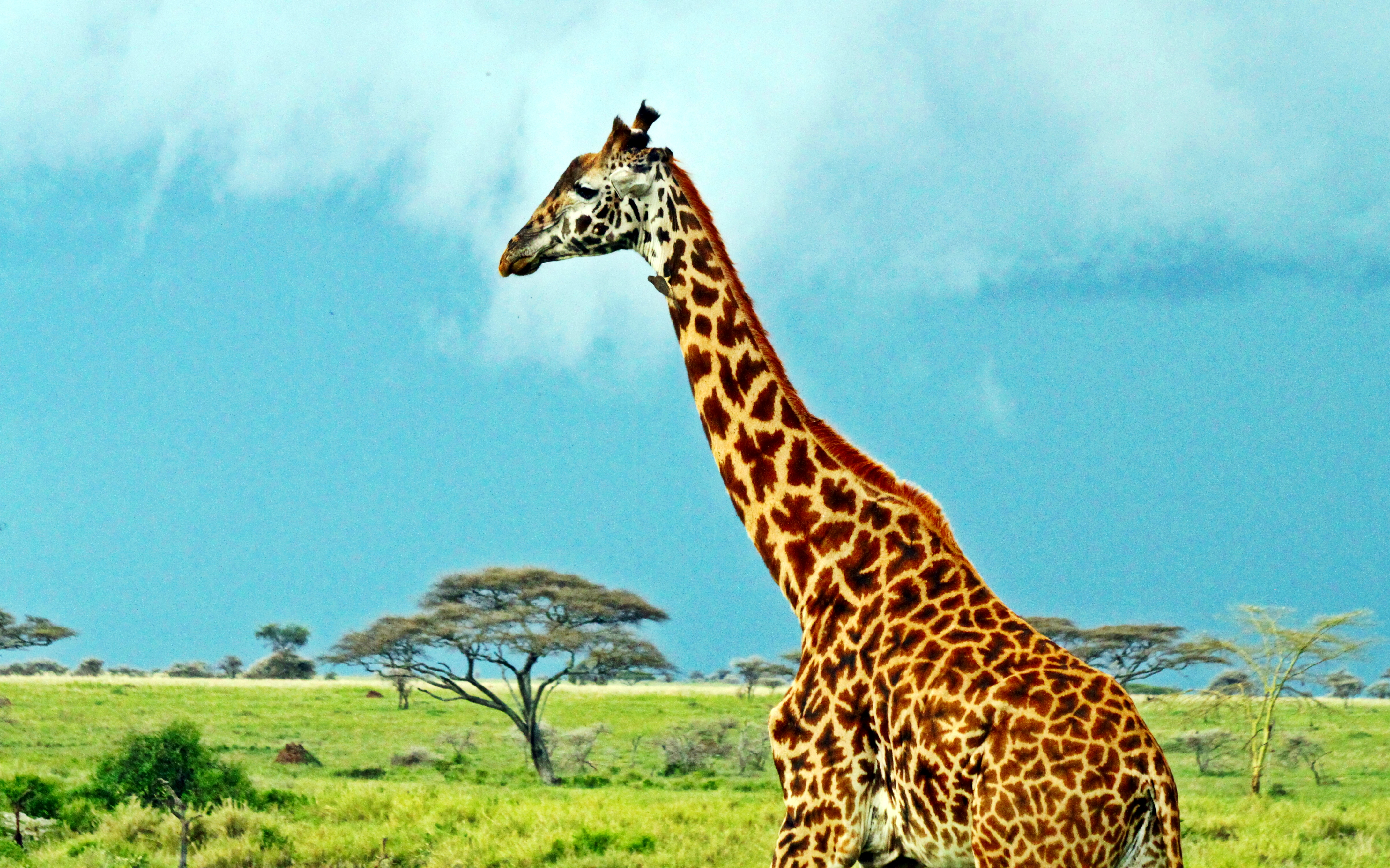